# Sercq
Ne doit pas être confondu avec Serques.

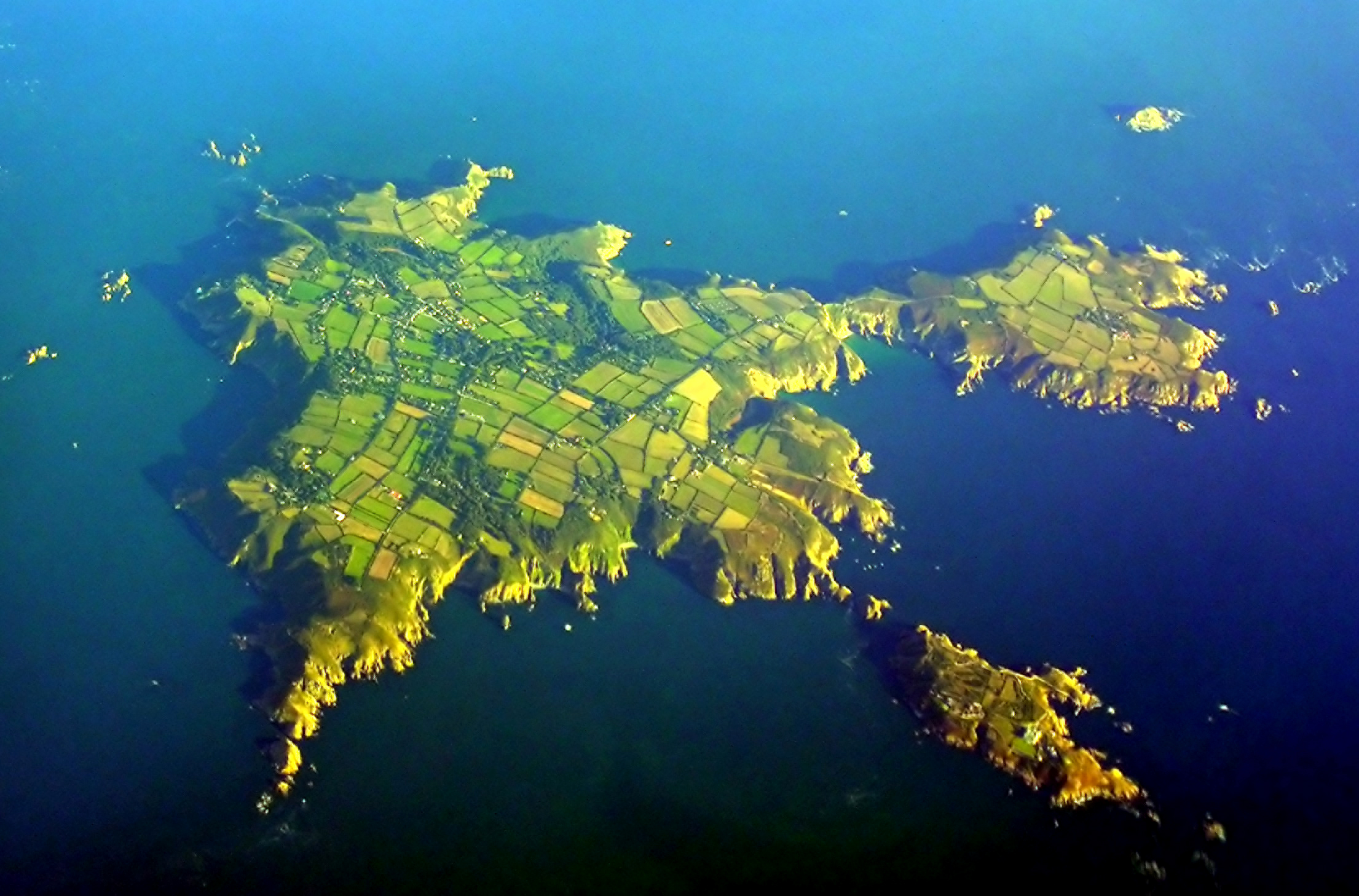
Vue aérienne de Sercq, avec à gauche la « Grande Sercq » et à droite la « Petite Sercq » séparée par « La Coupée ». Au premier plan à droite, l'île de Brecqhou.

Sercq (prononcé : /sɛʁ/ ; en sercquiais : Sèr ; en anglais : Sark) est une petite île Anglo-Normande, de 5,4 km2, située dans la Manche, très proche de Guernesey.
Sercq est l'une des seigneuries normandes du bailliage de Guernesey, État dépendant de la Couronne britannique.

## Géographie

### Sercq
Sercq est une petite île d'une superficie de cinq kilomètres carrés dans l'archipel des îles Anglo-Normandes. Elle est située à environ 10 kilomètres à l'est de Guernesey, 35 km à l'ouest des côtes du Cotentin français, et 20 km au nord-nord-ouest de Jersey. C'est un plateau rocheux culminant à 114 m d'altitude (au Moulin). La côte se compose de falaises rocheuses et trois ou quatre petites plages accessibles par des escaliers escarpés.
L'île se compose de deux parties distinctes communément appelées la petite et la grande Sercq. Elles sont reliées par « la Coupée », un isthme qui ne fait que 3 mètres de large dans sa partie supérieure, bordé des deux côtés par un à pic d'une centaine de mètres. Des barrières de sécurité n'y ont été installées qu'en 1900 (auparavant, les enfants traversaient le passage à quatre pattes pour éviter de tomber). La totalité de l'isthme est couvert aujourd'hui par un étroit chemin bétonné, construit en 1945 par des prisonniers de guerre allemands, sous la direction des Royal Engineers, le génie militaire de l'armée britannique.
L'île est desservie uniquement par la mer, pour le fret et pour les passagers, depuis Saint-Pierre-Port. Elle a deux petits ports, situés sur la côte est : Port-Maseline, en eau profonde, utilisé pour les liaisons, et Port-Creux, asséchant à marée basse, utilisé par les pêcheurs locaux, et relié par un tunnel à la route menant au bourg.
Le phare de Sercq s'élève au sommet de la falaise Nord-Est de l'île à la pointe Robert et guide les navires passant par le passage de la Déroute entre Sercq et le Cotentin.
En face de la pointe nord de Sercq se trouve l'îlot rocheux de La Grune. Au sud de la presqu'île de Little Sark (en) se trouve un autre îlot rocheux, L'Etac de Sark.

### Brecqhou
La seigneurie de Sercq comprend également une petite île, nommée Brecqhou, située à l'ouest de l'île principale dont elle n'est séparée que par un étroit chenal d'une quarantaine de mètres à marée basse. D'une superficie de 65 hectares, elle forme l’une des 40 tenures de la seigneurie ou tènements : ce sont des fiefs roturiers dépendant du fief noble. Comme Sercq, c'est un paradis fiscal où l'on ne connaît pas les impôts sur le revenu, sur le capital et sur l'héritage.
En 1993, David et Frederick Barclay, frères jumeaux milliardaires, rachètent le fief (tènement) de Brecqhou, dont John Michael Beaumont, seigneur de Sercq est le suzerain. Ils ne sont donc pas véritables propriétaires de l'île, mais seulement tenants, en vertu de la foi et de l'hommage qu'ils doivent à leur seigneur. En vertu d'une charte royale octroyée au XVIe siècle, ce dernier reçoit un treizième du montant du prix. Cette vente est acceptée par le seigneur parce qu'ils sont « sujets de la reine d’Angleterre et ont un casier judiciaire vierge. ».
Ce rachat provoque depuis des incidences sur la tranquillité et les institutions de Sercq car les Barclay veulent agir « au nom de la démocratie et contre la dictature médiévale ». Selon l'avocat Paul Arditti, ils semblent « entendre établir leur propre État à Sercq » à cause des polémiques créées par leur journal. L'île se mobilise en février 2012 lors d'un « printemps de Sercq ». Par ailleurs les frères Barclay ont commencé à introduire la vitiviniculture sur l'île, ce qui n'est pas du goût de tous les îliens.

### Climat
La profusion des rhododendrons, azalées, magnolias, genêts, hortensias et camélias fait de Sercq un jardin extraordinaire. Cette richesse botanique, due au climat humide et doux qu'entretient le Gulf Stream (les gelées sont pratiquement inconnues), est pour beaucoup dans le succès que rencontre l'île auprès des Britanniques, d'où l'importance économique du tourisme qui l'a fait connaître.

## Toponymie
Le nom de l’île est attesté sous les formes Silia au IIIe – IVe siècle apr. J.-C. (Itinéraire d'Antonin), puis Serc, Serch, Sercum, Sercam au  XIe – XIIe siècle.
Il s'agit peut-être de l'île Silia mentionnée à l'époque pré-normande, en tout état de cause le nom actuel n'est pas attesté avant le XIe siècle.
René Lepelley suggère une étymologie scandinave qui expliquerait les enregistrements réguliers et tardifs de la racine Serc- dans les documents. Selon lui, il pourrait s'agir de serkr vocable vieux norois signifiant « chemise, tunique, vêtement sans manche ». Il compare avec le nom donné par les Vikings à une île ou une montagne, lorsqu'ils naviguaient de la Norvège au Groenland, à savoir Hvítserkr. L’île aurait pu servir originellement de repère descriptif pour les marins saxons ou scandinaves.
La forme en vieil anglais est précisément serċ, syrċ > moyen anglais serk, serke, sark.

## Histoire

### Antiquité
L'île est occupée par les légions romaines, afin de protéger les routes commerciales[Lesquelles ?].

### Moyen Âge
Vers 565, saint Magloire y fonde un ermitage, situé près du manoir de la Seigneurie, qui disparut au XIVe siècle. L'île était rattachée au diocèse de Coutances, comme Aurigny, Guernesey et Jersey.
Au XIIIe siècle Sercq est utilisée comme repaire par le pirate français Eustache le Moine, après qu'il a servi le roi Jean sans Terre. Cet ancien refuge de naufrageurs abrite alors une petite communauté celte et ce depuis le IVe siècle. En 1337, la population de l'île fait l'objet d'actes de piraterie.
Proposée au seigneur de Saint-Ouen à Jersey, la seigneurie de Sercq est attribuée par la reine Élisabeth Ire à Hélier de Carteret, sous condition qu’il la colonise car c'est alors une île peu peuplée, qu'il faut protéger contre des bandes de pirates qui s'en servent de base d’opérations. C’est avec une quarantaine de familles venues de la paroisse de Saint-Ouen que Carteret établit cette petite société féodale. Les colons essaient tout d'abord d'établir un bailliage indépendant, mais le bailli de Guernesey se hâte de refuser leurs revendications et d'affirmer l'autorité de la Cour royale de Guernesey sur l'île, ce qui est resté d'actualité.
Les trois siècles qui suivent sont paisibles, en dehors des tensions franco-britanniques, auxquelles l'île est forcément soumise. La paix qui caractérise l'ère victorienne permet la découverte de l'île par les premiers touristes, souvent des personnes de la haute société, dont le voyage passe par Guernesey ou Jersey. Le prince Louis-Lucien Bonaparte y vient en 1862 pour étudier le sercquiais, issu du jersiais, dialecte insulaire normand.
Durant la Seconde Guerre mondiale, Sercq est occupée par les Allemands entre 1940 et 1945, comme les autres îles Anglo-Normandes. Elle est attaquée lors de l'opération Basalt par une équipe du SOE Britannique. Contrairement à Aurigny où s'établit un camp de déportés, Sercq ne conserve que peu de traces de cette période. Il est probable que la forte personnalité de la Dame de Sercq, Sibyl Hathaway, résidente de La Seigneurie, ainsi que sa maîtrise de la langue allemande, sont pour beaucoup dans le comportement de la garnison ennemie, nettement moins brutal que sur les autres îles.
Après la guerre, l'île est mieux connue par les guides de tourisme. Le seigneur y conserve intacts ses droits seigneuriaux, contrairement aux autres fiefs des bailliages de Jersey et de Guernesey, où ils sont abolis ou transférés au domaine public. En revanche, toutes les seigneuries des deux bailliages ont conservé leur existence juridique : les seigneurs perpétuent la tradition de la foi et de l'hommage au souverain britannique qui porte le titre honorifique de duc de Normandie. Ils paient un cens au montant resté inchangé depuis le Moyen Âge.
En 1990, André Gardes, un physicien nucléaire français sans emploi, persuadé qu'il est le descendant légitime d'Hélier de Carteret, le premier seigneur de l'île, déclare son intention de déposer le seigneur au besoin par la force. Il formule un ultimatum et attend la fin du délai imparti, armé d'un fusil semi-automatique. Il est arrêté par l'officier de police (lequel était à l'époque un fermier de la petite Sercq, Philip Perrée Junior) alors qu'il est assis sur un banc, en train de charger son arme.
Sercq fait juridiquement partie du bailliage de Guernesey. Elle n'a donc pas le rang d'État indépendant, mais c'est la seule seigneurie des iles anglo-normandes.

## Géographie humaine

### Population

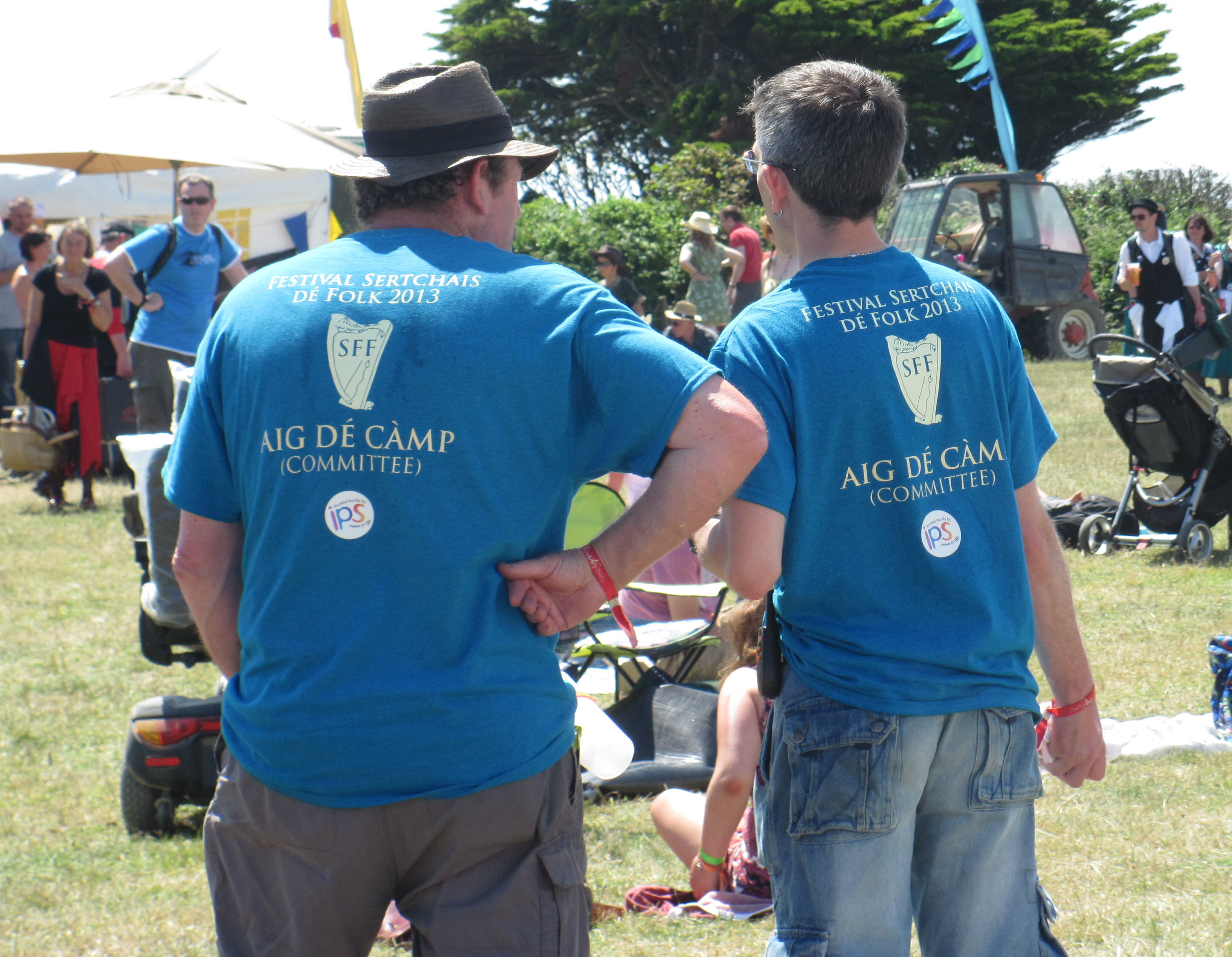
La langue sercquiaise à l'honneur s'affiche sur les vêtements lors du Festival de folk de Sercq.

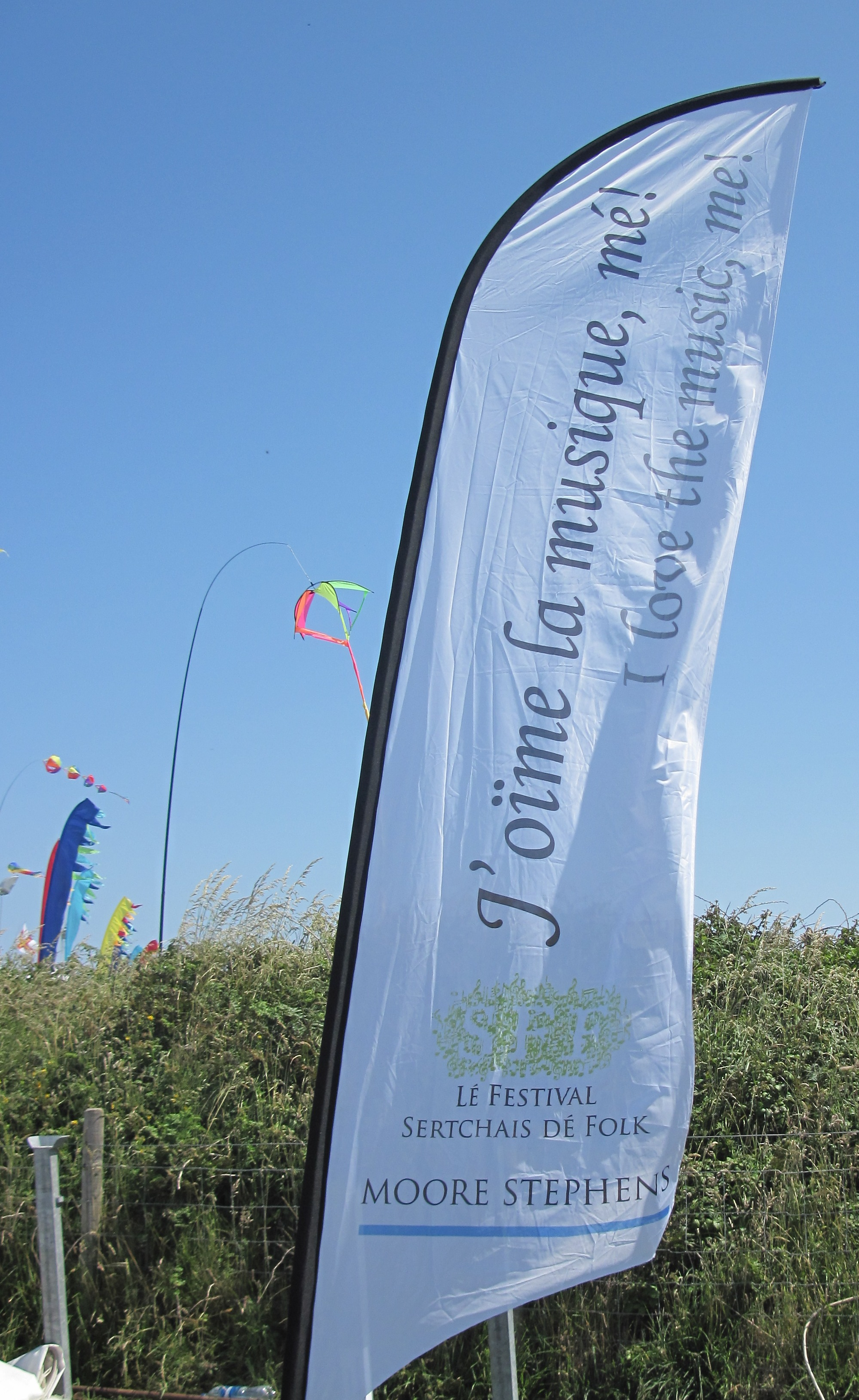
Le sercquiais à l'honneur lors du festival folklorique de Sercq (J'oïme la musique, mé).

En 2024 Sercq est peuplée d'environ 600 habitants (les Sercquiais).

### Langue et dialecte
Comme pour les autres îles Anglo-normandes, on parle majoritairement l'anglais sur Sercq.
Le sercquiais, langue normande de Sercq, est linguistiquement proche du jersiais, dont le dialecte fut apporté sur l'île par les premières familles jersiaises au XVIe siècle mais influencé par le guernesiais. Ces langues sont des formes insulaires du normand. Le sercquiais, actuellement minoritaire, est en voie de disparition. D'une façon générale, le normand de Sercq est une langue non écrite encore connue par quelques dizaines de locuteurs sur les 600 insulaires.

### Tourisme et économie
L'île, qui a gardé un charme inchangé depuis l'époque où Victor Hugo s'y promenait, est devenue une destination de tourisme recherchée. C'est le principal secteur d'activité. Les véhicules automobiles y sont interdits, à l'exception des tracteurs, ce qui fait de la bicyclette et des carrioles tirées par des chevaux des moyens de transport privilégiés.
Par ailleurs, la situation du bailliage de Guernesey comme État non ressortissant de l'Union européenne, a permis le développement d'un nombre très important de sociétés off-shore qui y sont domiciliées. Sercq compte ainsi quelques-unes de ces sociétés, mais l'incidence sur l'économie locale n'est pas connue.
Ces dernières années[Depuis quand ?] la Société Delaney & C° développe le tourisme et la viticulture sur l'île au nom des frères Barclay (voir ci-dessous le chapitre sur la transition démocratique) propriétaires de l'île de Brecqhou.

## Politique

### Statut
Sercq, parfois qualifié de « dernier État féodal d'Europe », constitue une seigneurie depuis 1604. Le changement institutionnel le plus important a eu lieu en 2008 avec l'introduction du suffrage universel pour l'élection du Parlement local. Voir l'article Histoire récente, ci-dessous.

### Régime féodal et seigneurial
Comme les autres fiefs des îles Anglo-Normandes, celui de Sercq est tenu par le seigneur des mains du souverain britannique qui agit en qualité de duc de Normandie (survivance de la partie insulaire du duché normand).
L'île avait été partagée en 40 parcelles (quarantaine tènements) par le premier seigneur de l'île, Hellier de Carteret, en 1565. Ces tènements ont été transmis à leurs successeurs par droit d'aînesse, mais seuls 39 d'entre eux pouvaient siéger aux Chefs plaids que préside le sénéchal, nommé par le seigneur. Ce droit a été supprimé en avril 2008, quand la loi électorale a été substantiellement réformée et le privilège des tenants d'avoir automatiquement un vote au parlement aboli. La conséquence politique de cette institution ne modifie en rien la concession du fief de Sercq à son titulaire actuel, au même titre que les autres seigneuries de Guernesey et de Jersey, lequel conserve ses droits féodaux et son siège aux Chefs plaids. La question d'une remise en cause des droits seigneuriaux ne semble apparemment pas se poser.
Des milliardaires jumeaux écossais ayant acheté dans les années 1990 l’îlot de Brecqhou qu’un détroit de quelques dizaines de mètres sépare de l’ouest de Serq ont mené une action en justice. Après y avoir fait construire un gigantesque château néo-gothique, ils ont refusé de se plier à la règle de l’héritage dite de primogéniture alors toujours en vigueur et qui stipulait que les filles étaient exclues de toute succession. La bataille juridique qui en a découlé a amené Sercq devant les plus hautes instances juridiques britanniques et européennes. Les décisions consécutives à ce conflit sont allées dans le sens d’une démocratisation, non sans que quelques attributs féodaux symboliques, pérennité du titre de Seigneur ou Dame et autres privilèges anecdotiques, aient été conservés.

### Seigneur
Le seigneur ou la dame de Sercq est à la tête du gouvernement de l'île. Depuis 2016, Christopher Beaumont est le vingt-troisième seigneur de Sercq, titre dont il a hérité par son père, John Michael Beaumont.
Beaucoup des lois de l'île, en particulier celles qui traitent du rôle du seigneur et de la manière dont il hérite, sont restées inchangées depuis leur entrée en vigueur en 1565, sous la reine Élisabeth Ire.
Chaque année, le seigneur paye un loyer de 1,79 livre sterling au monarque britannique, propriétaire direct de l'île. Ce montant n'a pas augmenté depuis 1563, (ou 1565 ?). À cette époque, Hellier de Carteret, bailli de Jersey, est mandé par la reine d'Angleterre d'alors, Élisabeth Ire, pour chasser les Français de l'îlot et protéger l'endroit des pirates. En 1565, ledit Hellier de Carteret obtient la propriété de la reine, à condition d'y maintenir 40 hommes en mousquet. Pour être sûr de pouvoir compter sur 40 hommes, comme le demandait la reine, Hellier divisa l'île en 40 propriétés et fit venir 40 familles de Jersey. Les 40 propriétaires puis leurs descendants formaient, jusqu'au 4 octobre 2006, les 40 tenants de l'assemblée qui, assistés de 12 députés élus tous les trois ans, régissaient l'île,.
Avant l'abolition de la féodalité, le seigneur de Sercq désignait le sénéchal, le prévôt, le trésorier public et autres personnages importants de la communauté. Il était également le seul habitant de l'île de Sercq à conserver certains privilèges, comme le droit d'avoir un colombier ou le pouvoir de posséder une chienne non stérilisée (ceci depuis que, au XVIIe siècle, des attaques d'animaux errants eurent lieu contre les troupeaux de moutons). Son rang lui garantissait par ailleurs 8 % de toutes les transactions immobilières.

### Chefs plaids
Les Chefs plaids (en anglais : Chief Pleas, en sercquiais : Cheurs Pliaids) est le nom donné au parlement de l'île, constitué à l'origine de 40 tenants (les propriétaires de terres dont la subdivision remonte aux 40 familles d'origine) et 12 députés du peuple élus pour un mandat de trois ans. Le sénéchal est le président des Chefs plaids, aux séances desquels le seigneur (ou son délégué) doit assister.
Originellement, les Chefs plaids désignaient des séances particulières du tribunal de l'île où les jurés élus « avec le conseil du peuple » gouvernaient l'île depuis 1572. « Avec le conseil du peuple » – originellement, cela signifiait que le chef de chaque famille avait une voix dans ces séances. Mais en 1604, ce droit fut réduit aux 39 familles qui possédaient les plus vieilles parcelles. Ces familles avaient un statut élevé car leurs chefs étaient requis pour le service du seigneur, qui devait avoir 40 hommes armés sur l'île. Maintenant, ces familles sont une minorité. Les 12 députés du peuple, la seule représentation de la majorité, ont été introduits en 1922.
Après le changement institutionnel, adopté par les Chefs plaids puis accepté par le Conseil privé, les Chefs plaids sont élus au suffrage universel depuis 2008. L'assemblée comprend à l'origine 28 membres, élus pour un mandat de quatre ans, renouvelables par moitié tous les deux ans. En 2017, en raison des difficultés à trouver des candidats, le nombre de conseillers est réduit à 18, toujours élus par moitié tous les deux ans.

### Transition démocratique
En 2006, Sercq entame des réformes démocratiques pour se mettre en conformité avec la Convention européenne des droits de l'homme. Ces réformes font suite aux pressions exercées par les frères Sir David et Sir Frederick Barclay, propriétaires du Daily Telegraph, richissimes nouveaux tenants (propriétaire terrien féodal) gênés par certaines lois de Sercq. En l'occurrence, les frères Barclay, qui avaient acheté l'îlot de Brecqhou pour 2,3 millions de livres en 1993, semblaient souhaiter en disposer sans égard pour la législation locale qui, notamment, interdit les hélicoptères.
Le 4 octobre 2006, sous la pression, apparemment, de la Couronne britannique, les membres du parlement de l'île (les Chefs plaids) votent le remplacement du régime féodal par un système de représentation à un niveau, avec une majorité de vingt-trois voix pour, une voix contre et quatorze abstentions. Vingt-huit « conseillers » doivent remplacer désormais les quarante tenants et les douze députés du peuple. Les nouveaux conseillers reçoivent le titre honorifique de Sieur ou Madame autrefois réservé aux tenants. Sercq est donc, à ce jour, en conformité avec les recommandations du Conseil de l'Europe.
Le 10 décembre 2008, la petite île tourne la page de plus de 400 ans de féodalité de type ancien, en organisant les premières élections entièrement démocratiques de son histoire. Toutefois celles-ci ne mettent pas à bas le statut féodal et seigneurial de l'île, mais le font évoluer. Les habitants peuvent élire, pour la première fois, l'intégralité des membres de leur parlement local, les Chefs plaids. Le scrutin se tient dans la salle de billard du siège du gouvernement de l'île. Les 56 candidats, représentant près de 10 % de la population de l'île, se disputent les 28 sièges à pourvoir.
La majorité des électeurs se prononce en faveur des partisans du « féodalisme » et au détriment de ceux des « réformes » prévues par les frères Barclay, notamment l'abolition du caractère héréditaire du poste de seigneur et le cumul par le sénéchal, nommé par le seigneur pour trois ans, du pouvoir judiciaire et exécutif. En fin de compte, seuls cinq partisans des Barclay sont élus. Par mesure de rétorsion, les frères Barclay commencent à mettre en œuvre la fermeture de toutes leurs entreprises (hôtel, commerces, entreprises de construction, agences immobilières) sur l'île et licencient leurs 140 employés, c'est-à-dire un habitant sur quatre, sachant qu'il n'existe pas de système de sécurité sociale à Sercq, donc pas d'allocations de chômage. Kevin Delaney, directeur du Sark Estate Management qui regroupe les intérêts des Barclay sur l'île, annonce qu'ils ferment leurs entreprises, mais qu'ils n'ont pas l'intention de les vendre,.
À Jersey, les États (parlement), réunis en session le 12 décembre 2008, envoient un message de soutien à l'île-sœur, et le Ministre en chef de Jersey Terry Le Sueur annonce, le lundi suivant, envisager une aide financière à Sercq, en espérant « ne pas devoir la prélever sur l'aide à l'outremer,
. » 
Le mouvement d'humeur des frères Barclay est cependant de courte durée et ceux-ci rouvrent très vite leurs commerces et établissements sur l'île dès la réunion du nouveau parlement en janvier 2009.
Le nouveau parlement se réunit tous les trois mois et fonctionne par le biais de comités spécifiques (l'équivalent des commissions dans les conseils municipaux français), auxquels peuvent toutefois être adjoints des membres non élus. Ces comités rédigent des rapports et des propositions qui sont discutés en séance plénière des Chefs plaids. Dans les discussions, on note que le tracteur, seul véhicule motorisé autorisé à Sercq, pourrait se voir concurrencé dans certains cas par quelques véhicules électriques.

## Droit
À Sercq, comme sur les autres îles anglo-normandes, est toujours en vigueur le droit coutumier normand dont l'une des procédures les plus exotiques reste la Clameur de haro.
Perdure aussi la coutume du retrait lignager, qui donne la possibilité à un enfant de contester la vente d'un bien réalisée par ses parents. Cette coutume s'applique encore à Sercq, mais a été abolie à Jersey au XIXe siècle, ainsi qu'à Guernesey, en 2012.

## Astronomie
Notamment grâce à l'absence totale d'éclairage public, l'îlot anglo-normand de Sercq est un paradis pour l'observation astronomique à l'œil nu. En 2011, Sercq est devenu la première île au monde et le premier territoire en Europe à se voir attribuer le label « communauté internationale de ciel étoilé » par l'Association internationale Dark Sky (IDA), une organisation mondiale installée aux États-Unis qui lutte contre la pollution lumineuse. Sercq rejoint ainsi une douzaine de points du globe reconnus par cet organisme pour leur engagement en faveur du ciel étoilé et gagne son surnom de Dark Sky Island. Un petit observatoire astronomique est aussi ouvert sur place depuis 2015,,.

## Représentations culturelles

### Littérature
Une partie de l'action du roman de Nicolas d'Estienne d'Orves Les fidélités successives, paru en août 2012, se situe sur l'île imaginaire de Malderney, qui reprend de nombreux traits de Sercq (notamment la Seigneurie et la Coupée).
L'Île aux trente cercueils, roman de Maurice Leblanc dans lequel apparaît, en deuxième partie, le célèbre personnage d'Arsène Lupin, a pour cadre une île fictive nommée « Sarek », qui, outre son nom, présente de nombreuses similitudes avec Sercq :
- elle se compose de deux parties, une grande et une petite, reliées par un isthme appelé « La Coupure » et décrit comme un « rempart reliant l'île principale par un pan de falaise long de cinquante mètres, guère plus épais qu'un mur de donjon… » ;
- elle a été fondée par 30 familles, venues s'y installer ;
- on y trouve un « Prieuré ».

On trouve également l'île de Sercq dans le roman de Karim Ressounni-Demigneux : « La Cité ». Elle apparait alors comme le lieu de vie d'un des héros de l'histoire.
Victor Hugo y a séjourné pendant son exil à Guernesey et il y a écrit plusieurs poèmes. Ses Carnets rendent compte de ses excursions à Sercq, essentiellement en 1859 et 1860 où il visite plusieurs lieux emblématiques de l'île, comme la Coupée, la Seigneurie, les Boutiques, la mine d'argent ou le dolmen du Petit Serk. Au sud du Havre Gosselin, une grotte porte le nom de "Victor Hugo Cave" en souvenir de ses visites, en particulier d'une baignade au cours de laquelle une pieuvre poursuivit son fils. L'île inspire Hugo et est mentionnée à plusieurs reprises dans le roman Les Travailleurs de la mer, où elle est désignée comme un repaire de la pieuvre mangeuse d'hommes.
On peut ajouter : 
- Le drame de Serk (sic), roman sentimental écrit par Jean Chantepie (plus connu sous le nom de Jean de Kerlecq) et paru en 1943 aux éditions Janicot dans la "Collection rouge". L'île est le théâtre d'une idylle entre la nièce de la Dame de Sercq et un jeune peintre français de passage venu restaurer les fresques de la Seigneurie. Cet amour se voit menacé par les manœuvres d'un rival sans scrupules.

- L'énigme de Sercq, roman écrit par Maurice-Charles Renard et paru en 1961 aux éditions Galic dans la collection "Contre-espionnage/Les Carnets des Services Secrets". Dans cette fiction policière, l'exploration minière de l'île a repris et un jeune ingénieur français qui y travaillait a été assassiné. La piste s'oriente vers la future belle mère de la victime, ancienne "tondue" de la Libération réfugiée sur l'île avec sa fille. Les secrets familiaux remontant à l'Occupation et la concurrence entre polices française et anglaise compliquent l'enquête et conduisent à un dénouement inattendu.

- le roman L'Ile au ciel noir de Lara Dearman, paru aux éditions Robert Laffont en 2018.

L'île est mentionnée dans le roman Nymphéas noirs de Michel Bussi, ainsi que dans Dagon publié par Expédition Mystère.
En 1955, Jean-François Deniau choisit le pseudonyme de Thomas Sercq, en hommage à l'île dont il aime longer les côtes, pour signer son premier roman Le bord des larmes, paru chez Grasset.

### Musique
L'album Dark Sky Island de la chanteuse, auteur-compositeur et musicienne Enya, sorti en 2015, doit son nom à l'île de Sercq.

## Galerie

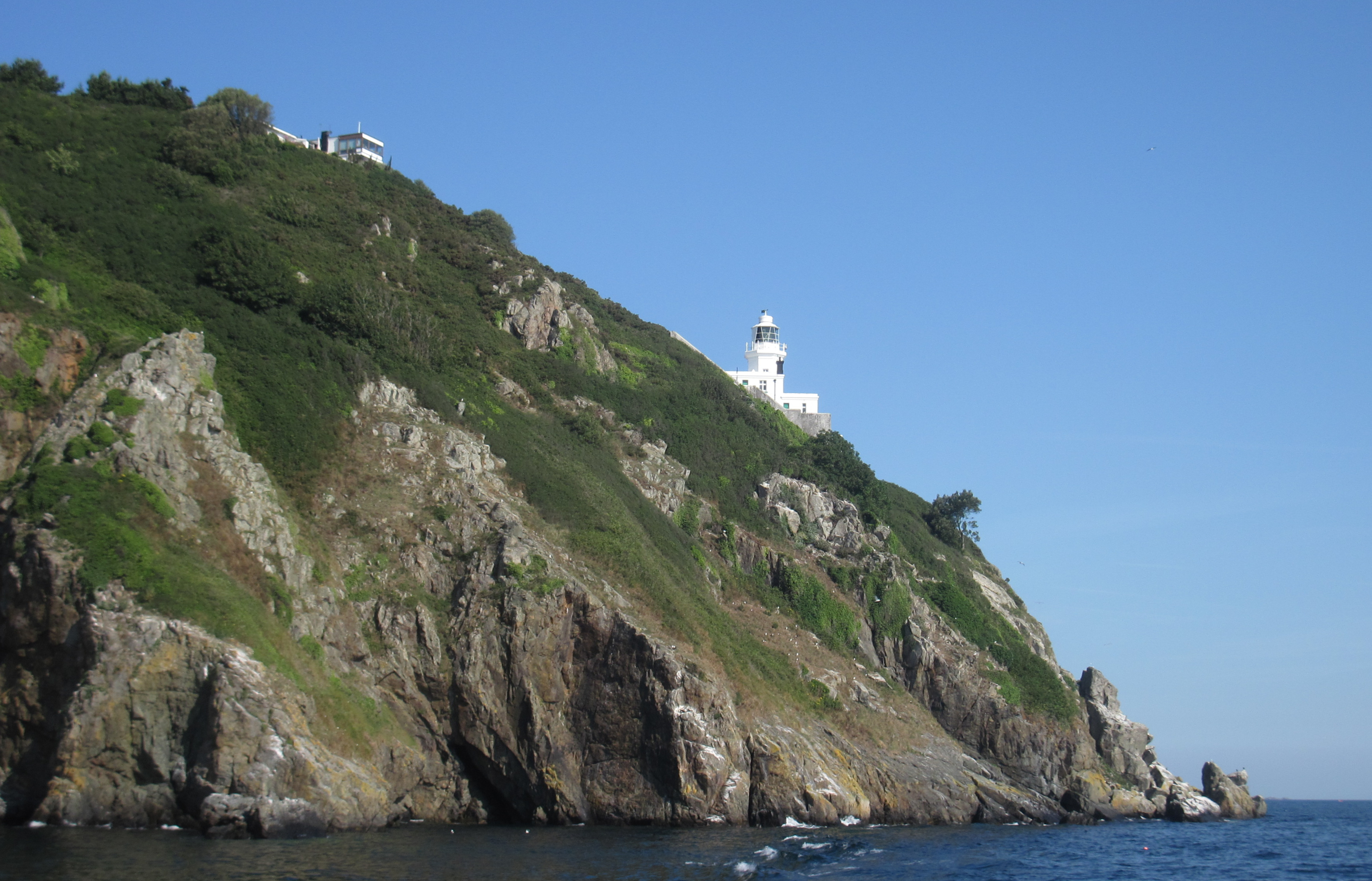
Le phare de Sercq.
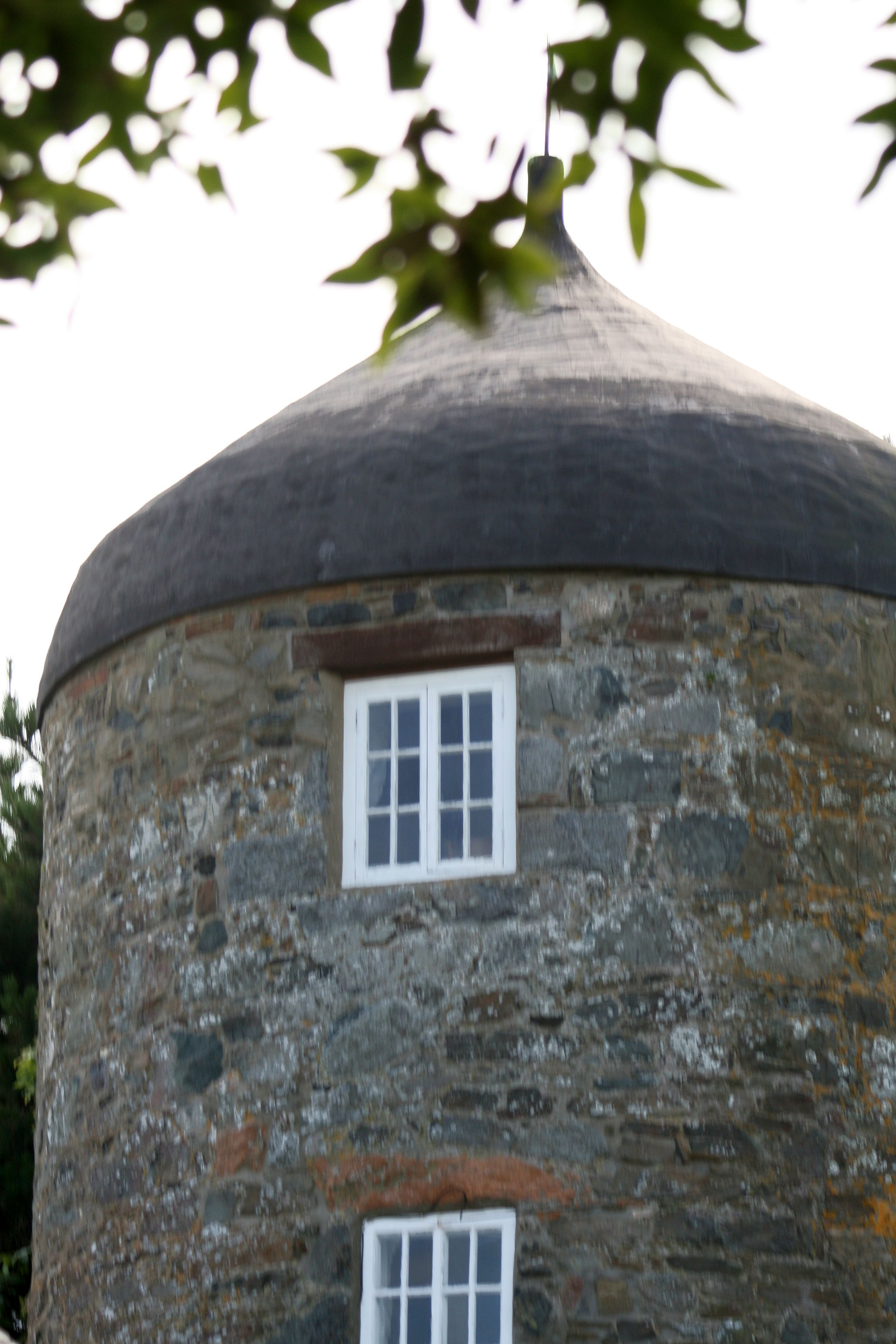
Le moulin à vent de Sercq.
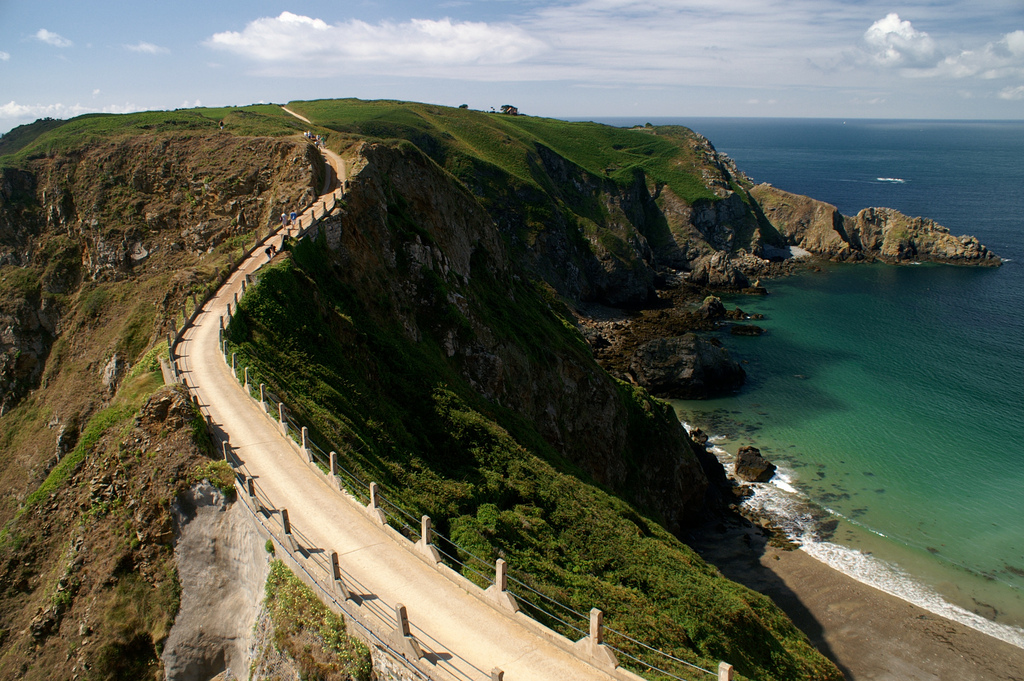
La Coupée.
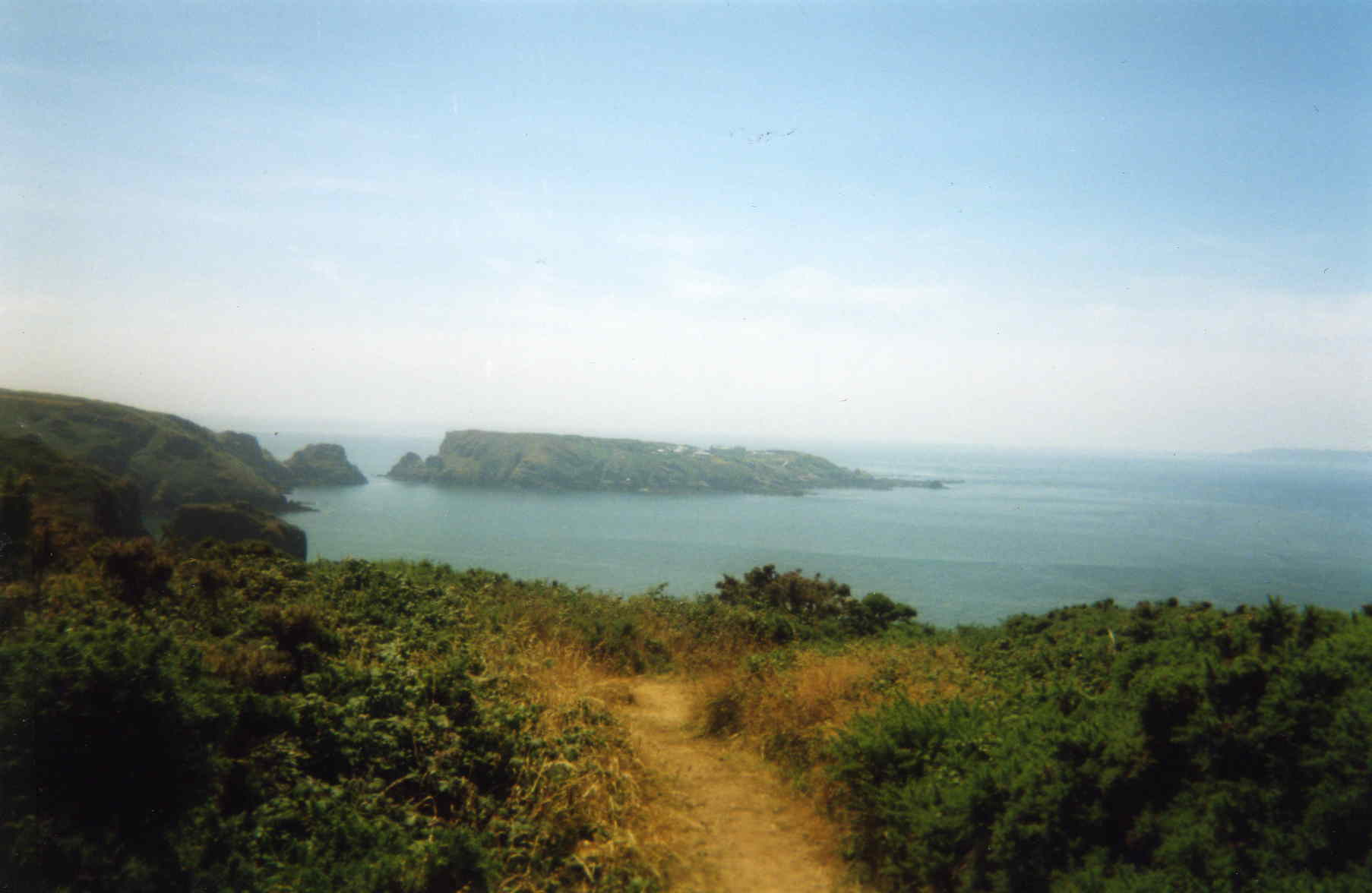
Vue de Brecqhou depuis la grande Sercq, au nord, on aperçoit la côte de Guernesey à l'horizon.
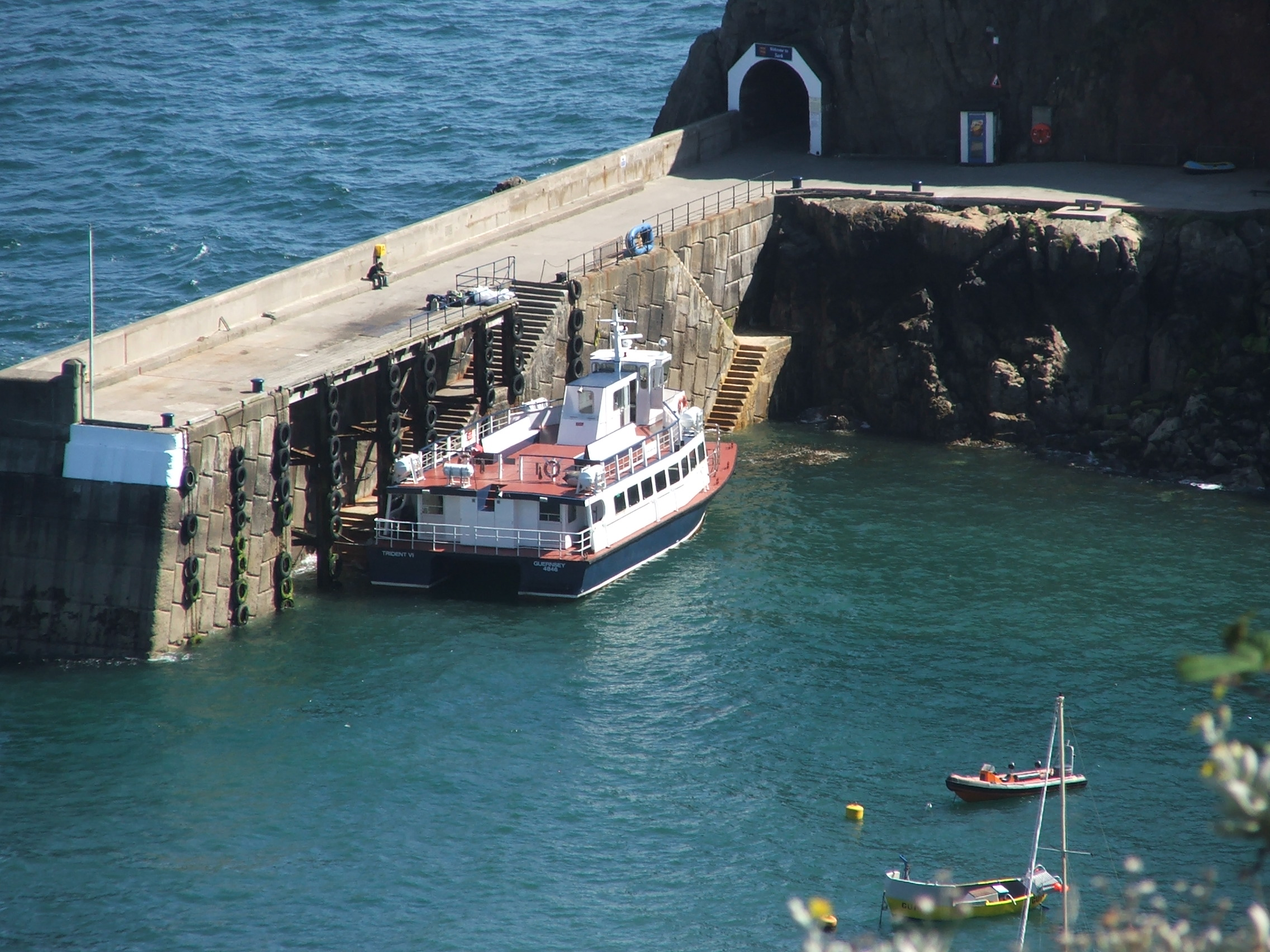
Le port de Sercq.
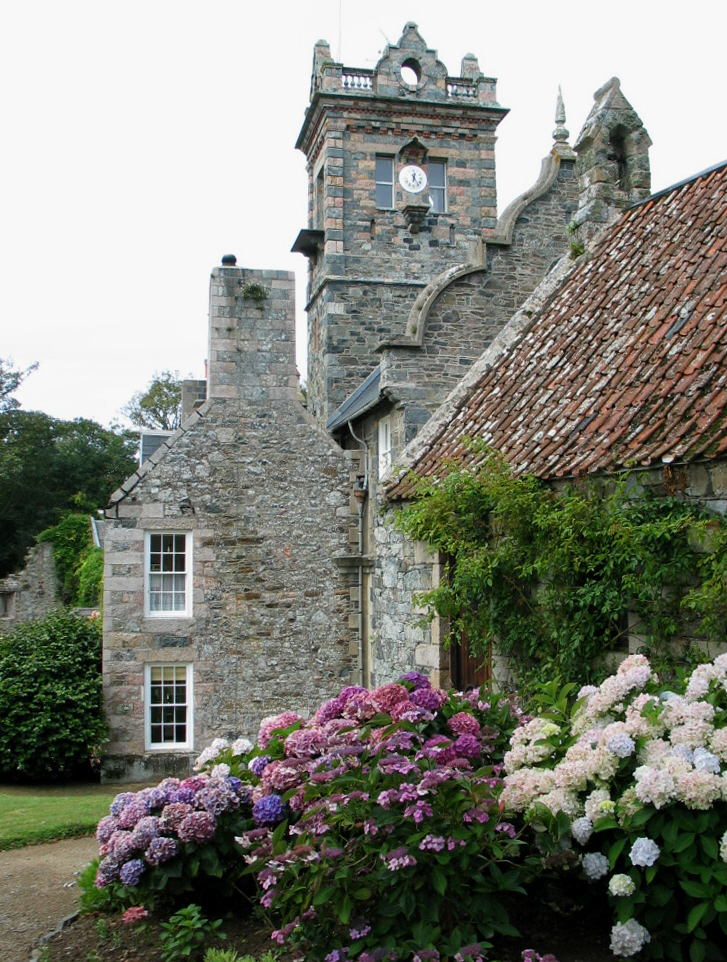
La Seigneurie.